# Krasi, Thalasa Ke T' Agori Mu
, Krasi, Thalassa Kai T' Agori Mou, canção da Grécia no Festival Eurovisão da Canção 1974.

Krasi, Thalassa Kai T' Agori Mou (alfabeto grego: Κρασί, θάλασσα και τ' αγόρι μου, tradução portuguesa: "Vinho, Mar e o meu namorado")  foi a canção que representou a Grécia no Festival Eurovisão da Canção 1974, tendo sido a estreia da Grécia no Festival Eurovisão da Canção . A canção foi cantada em grego por Marinella e  tinha letra de Pytahagoras, música e orquestração de Giorgos Katsaros
A canção é uma balada,com Marinella dizendo que tudo o que ela necessita na vida é de "vinho, o mar e o meu namorado".
A canção grega foi a quinta a ser interpretada na noite do evento, a seguir à canção norueguesa "The first day of love interpretada por  Anne Karine e antes da canção israelita "Natati La Khayay", interpretada por 's Kaveret.A canção grega terminou em 11.º lugar (entre 17 países participantes), tendo recebido 7 pontos.